# 9175 Graun
Graun (asteróide 9175) é um asteróide da cintura principal, a 2,2408739 UA. Possui uma excentricidade de 0,1389186 e um período orbital de 1 533,38 dias (4,2 anos).
Graun tem uma velocidade orbital média de 18,46316426 km/s e uma inclinação de 15,057º.
Este asteróide foi descoberto em 29 de Julho de 1990 por Henry Holt.